# Rhantus franzi
Rhantus franzi är en skalbaggsart som beskrevs av Michael Balke 1998. Rhantus franzi ingår i släktet Rhantus och familjen dykare. Inga underarter finns listade i Catalogue of Life.